# Miquihuana
Miquihuana är en ort i Mexiko.   Den ligger i kommunen Miquihuana och delstaten Tamaulipas, i den centrala delen av landet, 500 km norr om huvudstaden Mexico City. Miquihuana ligger 1 868 meter över havet och antalet invånare är 1 565.
Terrängen runt Miquihuana är bergig söderut, men norrut är den kuperad. Miquihuana ligger nere i en dal. Runt Miquihuana är det mycket glesbefolkat, med 4 invånare per kvadratkilometer. Miquihuana är det största samhället i trakten. Omgivningarna runt Miquihuana är i huvudsak ett öppet busklandskap.